# 2970 Pestalozzi
2970 Pestalozzi (1978 UC) là một tiểu hành tinh vành đai chính được phát hiện ngày 27 tháng 10 năm 1978 bởi P. Wild ở Zimmerwald. Thlà mộtsteroid được đặt tên sau tên the Swiss pedagogue Johann Heinrich Pestalozzi.